# Batalha de Bowang
A Batalha de Bowang (em chinês tradicional: 博望之戰; em chinês simplificado: 博望之战) foi um batalha travada em 202 d.C. entre os senhores da guerra Cao Cao e Liu Bei, no final da dinastia Han de Leste.

## Contexto
Liu Bei originalmente procurou refúgio baixo o senhor da guerra setentrional Yuan Shao após ter sido derrotado por Cao Cao na província de Xu. Porém, abandonou Yuan Shao depois deste ser derrotado por Cao Cao na Batalha de Guandu a fins de 200 d.C., e foi à província de Jing (actuais Hubei e Hunan) para receber protecção do governador Liu Biao. Liu Biao inicialmente deu as boas-vindas a Liu Bei e deu-lhe o posto de Xinye, mas pouco a pouco começou a suspeitar de Liu Bei, dado o aumento da sua influência na província de Jing. Por essa razão, Liu Biao mandou Liu Bei a Bowang, perto da fronteira setentrional da província de Jing, para defender uma invasão de Cao Cao.
Naquele tempo, as forças de Cao Cao estavam em guerra na China setentrional contra o que ainda restava de Yuan Shao; as forças deste eram lideradas por seus filhos, Yuan Tan, Yuan Xi e Yuan Shang. Para responder às manobras de Liu Bei, Cao Cao mandou os seus generais Xiahou Dun, Li Dian e Yu Jin liderarem um exército para atacar Liu Bei.

## A batalha
Durante a batalha, Liu Bei repentinamente queimou o seu campamento e recuou para sul. Xiahou começou a persegui-lo, mas Li Dian avisou-o: "Suspeito que deve ser uma emboscada porque os bandidos (falando das forças de Liu Bei) estão a retirar-se sem motivo. Os caminhos a sul são estreitos e os arbustos são abundantes. Não os persigas." Xiahou Dun ignorou o conselho de Li Dian e deixou Li a guardar o campamento enquanto levava o resto das suas tropas para perseguir o exército em retirada de Liu Bei. Como tinha predito Li Dian, Liu Bei tinha preparado uma emboscada e Xiahou Dun caiu nela, sendo derrotado. O regimento de Li Dian foi ao salvamento de Xiahou Dian, e Liu Bei retirou-se depois de ver chegarem os reforços de Li Dian.